# Eddie Johnson (cestista 1959)
Edward Arnet Johnson, detto Eddie (Chicago, 1º maggio 1959), è un ex cestista statunitense, professionista nella NBA e in Grecia.

## Carriera
Venne selezionato dai Kansas City Kings al secondo giro del Draft NBA 1981 (29ª scelta assoluta).

## Statistiche

### NBA

#### Regular Season
| Anno      | Squadra           | PG    | PT  | MP   | TC%  | 3P%  | TL%  | RP  | AP  | PRP | SP  | PP   |
| --------- | ----------------- | ----- | --- | ---- | ---- | ---- | ---- | --- | --- | --- | --- | ---- |
| 1981-1982 | K.C. Kings        | 74    | 27  | 20,5 | 45,9 | 9,1  | 66,4 | 4,4 | 1,5 | 0,7 | 0,2 | 9,3  |
| 1982-1983 | K.C. Kings        | 82    | 82  | 35,8 | 49,4 | 28,2 | 77,9 | 6,1 | 2,6 | 0,9 | 0,2 | 19,8 |
| 1983-1984 | K.C. Kings        | 82    | 82  | 35,6 | 48,5 | 31,3 | 81,0 | 5,5 | 3,6 | 0,9 | 0,3 | 21,9 |
| 1984-1985 | K.C. Kings        | 82    | 81  | 36,9 | 49,1 | 24,1 | 87,1 | 5,0 | 3,3 | 1,0 | 0,3 | 22,9 |
| 1985-1986 | Sacramento Kings  | 82    | 30  | 30,7 | 47,5 | 20,0 | 81,6 | 5,1 | 2,6 | 0,7 | 0,2 | 18,7 |
| 1986-1987 | Sacramento Kings  | 81    | 30  | 30,3 | 46,3 | 31,4 | 82,9 | 4,4 | 3,1 | 0,5 | 0,2 | 18,7 |
| 1987-1988 | Phoenix Suns      | 73    | 59  | 29,8 | 48,0 | 25,5 | 85,0 | 4,4 | 2,5 | 0,5 | 0,1 | 17,7 |
| 1988-1989 | Phoenix Suns      | 70    | 7   | 29,2 | 49,7 | 41,3 | 86,8 | 4,4 | 2,3 | 0,7 | 0,1 | 21,5 |
| 1989-1990 | Phoenix Suns      | 64    | 4   | 28,3 | 45,3 | 38,0 | 91,7 | 3,8 | 1,7 | 0,5 | 0,2 | 16,9 |
| 1990-1991 | Phoenix Suns      | 15    | 0   | 20,8 | 47,3 | 28,6 | 72,4 | 3,1 | 1,1 | 0,6 | 0,1 | 13,5 |
| 1990-1991 | Seattle S.Sonics  | 66    | 27  | 26,9 | 48,6 | 33,3 | 91,2 | 3,4 | 1,4 | 0,7 | 0,1 | 17,4 |
| 1991-1992 | Seattle S.Sonics  | 81    | 19  | 29,2 | 45,9 | 25,2 | 86,1 | 3,6 | 2,0 | 0,7 | 0,1 | 17,1 |
| 1992-1993 | Seattle S.Sonics  | 82    | 0   | 22,8 | 46,7 | 30,4 | 91,1 | 3,3 | 1,6 | 0,4 | 0,0 | 14,4 |
| 1993-1994 | Charlotte Hornets | 73    | 27  | 20,0 | 45,9 | 39,3 | 78,0 | 3,1 | 1,7 | 0,5 | 0,1 | 11,5 |
| 1995-1996 | Indiana Pacers    | 62    | 1   | 16,2 | 41,3 | 35,2 | 88,6 | 2,5 | 1,1 | 0,3 | 0,1 | 7,7  |
| 1996-1997 | Indiana Pacers    | 28    | 0   | 10,9 | 43,4 | 32,1 | 74,1 | 1,4 | 0,6 | 0,2 | 0,0 | 5,3  |
| 1996-1997 | Houston Rockets   | 24    | 2   | 25,3 | 44,7 | 38,8 | 85,4 | 4,1 | 1,5 | 0,4 | 0,0 | 11,5 |
| 1997-1998 | Houston Rockets   | 75    | 1   | 19,9 | 41,7 | 33,3 | 83,1 | 2,0 | 1,2 | 0,4 | 0,0 | 8,4  |
| 1998-1999 | Houston Rockets   | 3     | 0   | 6,0  | 46,2 | 0,0  | -    | 0,7 | 0,3 | 0,0 | 0,0 | 4,0  |
| Carriera  | Carriera          | 1.199 | 479 | 27,2 | 47,2 | 33,5 | 84,0 | 4,0 | 2,1 | 0,6 | 0,2 | 16,0 |

#### Playoffs
| Anno     | Squadra          | PG | PT | MP   | TC%  | 3P%  | TL%  | RP  | AP  | PRP | SP  | PP   |
| -------- | ---------------- | -- | -- | ---- | ---- | ---- | ---- | --- | --- | --- | --- | ---- |
| 1984     | K.C. Kings       | 3  | -  | 35,7 | 43,8 | 40,0 | 100  | 3,3 | 4,0 | 1,0 | 0,3 | 17,0 |
| 1986     | Sacramento Kings | 3  | 1  | 32,0 | 43,6 | 0,0  | 88,9 | 7,0 | 1,3 | 1,0 | 0,3 | 18,7 |
| 1989     | Phoenix Suns     | 12 | 0  | 32,7 | 41,3 | 34,2 | 76,9 | 7,3 | 2,1 | 1,0 | 0,2 | 17,8 |
| 1990     | Phoenix Suns     | 16 | 0  | 21,1 | 45,0 | 39,5 | 78,7 | 3,6 | 1,1 | 0,6 | 0,3 | 12,3 |
| 1991     | Seattle S.Sonics | 5  | 5  | 34,2 | 51,7 | 26,7 | 82,8 | 4,2 | 1,4 | 1,4 | 0,2 | 24,0 |
| 1992     | Seattle S.Sonics | 9  | 0  | 27,4 | 47,4 | 18,2 | 94,1 | 3,0 | 0,9 | 0,3 | 0,3 | 18,4 |
| 1993     | Seattle S.Sonics | 19 | 0  | 20,1 | 39,0 | 33,3 | 93,5 | 2,4 | 0,9 | 0,2 | 0,1 | 10,8 |
| 1996     | Indiana Pacers   | 1  | 0  | 9,0  | 0,0  | 0,0  | -    | 0,0 | 1,0 | 0,0 | 0,0 | 0,0  |
| 1997     | Houston Rockets  | 16 | 0  | 17,8 | 41,0 | 29,8 | 95,8 | 2,3 | 0,6 | 0,3 | 0,0 | 8,3  |
| 1998     | Houston Rockets  | 5  | 0  | 17,8 | 33,3 | 30,0 | 87,5 | 1,6 | 0,2 | 0,0 | 0,0 | 5,6  |
| Carriera | Carriera         | 89 | 6  | 23,8 | 42,9 | 31,0 | 86,4 | 3,5 | 1,1 | 0,5 | 0,1 | 13,1 |

## Palmarès

### Squadra
- Campionato greco: 1

Olympiakos: 1994-95

### Individuale
- NBA Sixth Man of the Year Award (1989)